# Sindrome cronica da agglutinine a frigore
La sindrome da agglutinine a frigore, o malattia da agglutinine fredde, si manifesta come una malattia immunologica con caratteristiche presenze di autoanticorpi IgM che agglutinano in modo ottimale i globuli rossi a temperature molto basse, intorno ai 4 °C, definite crioagglutinine o "agglutinine fredde".
Le crioagglutinine policlonali aumentano dopo che l'individuo viene assoggettato ad alcune infezioni, come micoplasmi, tripanosmiasi e malaria che raggiungono il loro limite in 2-3 settimane ma non sono significative se non mostrano segni emolitici.

## Eziologia
Esistono due forme di sindrome da agglutinine a frigore, primaria e secondaria.